# Carnegia mirabilis
Carnegia mirabilis är en fjärilsart som beskrevs av Aurivillius 1895. Carnegia mirabilis ingår i släktet Carnegia och familjen påfågelsspinnare. Inga underarter finns listade i Catalogue of Life.